# Troland
Das Troland (Trol, Td oder td)  auch als Luxon bezeichnet, ist eine Maßeinheit für die sogenannte Pupillenlichtstärke, die als Maß für die Beleuchtungsstärke der Netzhaut (Retina) des Auges dient. Bei einer Leuchtdichte von 1 cd/m² und einer Öffnungsfläche der Pupille von 1 mm² beträgt die Pupillenlichtstärke 1 Troland.
Beleuchtet wird die Netzhaut, indem Licht durch das Sehloch fällt, dessen Weite veränderbar ist. Daher schlug der US-amerikanische Experimentalpsychologe Leonard T. Troland (1889–1932) im Jahr 1917 vor, als Maß für den retinalen Helligkeitsreiz das Produkt aus Leuchtdichte und wirksamer Pupillenfläche anzugeben. Dies berücksichtigt die jeweils der Umgebungshelligkeit angepasste Pupillenweite (Adaptation). Das Troland ist in Deutschland keine gesetzliche Einheit.

## Definition
Die vorherrschende Beleuchtungsstärke der Netzhaut hängt von der Leuchtdichte L eines optischen Reizes und der Öffnungsweite (Apertur) A der Pupille des beobachtenden Auges ab. Als Produkt dieser beiden Größen ist die Pupillenlichtstärke definiert:
{\displaystyle I_{\text{P}}=L\cdot A_{\text{P}}}
Gibt man hier die Leuchtdichte {\displaystyle L} in Candela pro Quadratmeter (cd/m²) und die Pupillenfläche {\displaystyle A_{\text{P}}} in Quadratmillimeter (mm²) an, so erhält man die Pupillenlichtstärke in Troland. Diese ist bei einer Leuchtdichte {\displaystyle L=1\,\mathrm {cd/{m}^{2}} } und einer Pupillenfläche von {\displaystyle A_{\text{P}}=1\,{\text{mm}}^{2}} gleich {\displaystyle \mathrm {1\,\mathrm {td=1\,cd/{m}^{2}} \cdot {mm}^{2}} \,.}

## Anwendung
Die Pupillenlichtstärke mit der Maßeinheit Troland – Einheitszeichen: Trol oder td – wird zur Angabe von optischen Reizparametern in physiologischen Untersuchungen verwendet. Sie spielt bei der Erforschung visueller Reizschwellen eine Rolle, da mit ihr optische Reize in Abhängigkeit vom Adaptionszustand des Auges beschrieben werden können. In der Messpraxis wird die wirksame Pupillenfläche möglichst konstant gehalten. Dies kann durch Einblendung einer künstlichen Pupille erreicht werden, deren Blende kleiner als die Augenpupille ist.
Insofern die Leuchtdichte für den Bereich des photopischen Sehens (Tagsehen) definiert ist, kann die Pupillenlichtstärke gleichfalls nur für die Berechnung des zapfenorientierten Helligkeitseindrucks Gültigkeit erlangen. Für skotopisches Sehen (Nachtsehen) beziehungsweise Berechnungen des stäbchenbezogenen Helligkeitsreizes sind abweichende Festlegungen erforderlich.
Die Pupillenlichtstärke gibt aber nicht die tatsächliche retinale Beleuchtungsstärke wieder. Denn hierfür muss noch neben der Transparenz der brechenden Medien des dioptrischen Apparates auch der Strahlengang des einfallenden Lichts berücksichtigt werden (siehe Stiles-Crawford-Effekt).